# 奧日希夫齊
49°37′42″N 26°14′11″E / 49.62833°N 26.23639°E
奧日希夫齊（羅馬化：Ozhyhivtsi）是位於烏克蘭西部的村莊，由赫梅利尼茨基州裡赫梅利尼茨基區的沃洛奇斯克市鎮負責管轄。該村始建於1400年，面積1.3平方公里，海拔高度299米，01.03.2022年人口290，人口密度每平方公里317.7人。